# انتخابات مجلس الأمة الكويتي 2009
في يوم 18 مارس 2009 قام الشيخ صباح الأحمد الصباح بحل مجلس الأمة الكويتي 2008 وفق المادة 107 للدستور الكويتي ، وهو الحل السادس في تاريخ مجلس الأمة الكويتي 
قامت بلدية الكويت في إزالة 1279 إعلان انتخابي و35 مقرا انتخابيا لمرشحي مجلس الأمة الكويتي، وتوزعت الإعلانات على المحافظات الست، فتمت إزالة 183 إعلان مخالف في محافظة العاصمة، وتمت إزالة 383 إعلان مخالف و13 مقر انتخابي في محافظة حولي، و300 إعلان وسبعة مقار في محافظة الفروانية، و250 إعلان و12 مقرا في محافظة الجهراء، و163 إعلان وثلاثة مقرات في محافظة مبارك الكبير، و200 إعلان في محافظة الأحمدي، وذلك لتطبيق القانون 4 لسنة 2008 بشأن الانتخابات ولن تسمح البلدية للمرشحين بحجز المقار الانتخابية إلا بعد فتح باب الترشيح والحصول على تصريح من وزارة الداخلية ودفع الرسوم المقررة، ولا يسمح لأي مرشح بإقامة أكثر من مقرين انتخابيين أحدهما للرجال والآخر للنساء وعدم وضع إعلانات خارج حدود المقر الانتخابي.
وفي يوم 15 ابريل 2009 تمت الدعوة الناخبين لانتخابات مجلس الأمة الكويتي التي ستقام في 16 مايو 2009 ، وقد ترشح 108 مرشحين في اليوم الأول من فتح باب الترشيح للانتخابات ، وقد أقفل باب الترشيح والانسحاب في يوم 8 مايو 2009، وتعتبر الدائرة الثالثة أكثر الدوائر من حيث عدد المرشحين ب54 مرشح والدائرة الخامسة أقل دائرة من حيث عدد المرشحين ب32 مرشح، وقد ترشح في هذه الانتخابات 285 شخص تنازل منهم 74 شخص وبقي 211 شخص. و كان عدد الناخبين 384,790 ناخب، و بلغت نسبة التصويت في الانتخابات 58%.
وقد فازت في الانتخابات أربعة نساء للمرة الأولى في تاريخ الانتخابات النيابية في الكويت، حيث فازت معصومة المبارك في الدائرة الأولى، وسلوى الجسار في الدائرة الثانية، وأسيل العوضي ورولا دشتي في الدائرة الثالثة، وهذه هي ثالث انتخابات تشارك فيها المرأة في الكويت، وقد درست المرشحات الأربع في الولايات المتحدة وهن حاصلات على شهادة الدكتوراه في العلوم السياسية والاقتصاد والفلسفة ، وقد تراجع ممثلي الإسلام السني في الانتخابات، حيث حقق التجمع السلفي مقعدين بالرغم من فوزه بأربعة مقاعد في الانتخابية الماضية، وتراجع تمثيل الحركة الدستورية الإسلامية الممثلة للإخوان المسلمين في الكويت إلى مقعد واحد بعد أن كان ممثلا بثلاثة نواب في المجلس الماضي وبذلك يتراجع ممثلوا التوجه الإسلامي السني من 21 نائب في المجلس الماضي إلى 11 نائب في المجلس الحالي، وحصل الشيعة على تسعة مقاعد في مقابل خمسة مقاعد حصلوا عليها في الانتخابات الماضية ومن هؤلاء التسعة مقاعد هناك خمسة مقاعد للإسلاميين، وهناك 21 فائز جديد في الانتخابات معظمهم من أبناء القبائل، وحصل الليبراليون على مقعد إضافي ليصل عددهم إلى ثمانية أعضاء.

## توزيع الدوائر الانتخابية
الدائرة الأولى
- الشرق
- الدسمة
- المطبة
- دسمان
- بنيد القار
- الدعية
- الشعب (الكويت)
- جزيرة فيلكا وسائر الجزر
- حولي
- النقرة
- ميدان حولي
- بيان
- مشرف
- السالمية
- البدع
- الراس
- سلوى
- الرميثية
- ضاحية مبارك العبد الله الجابر

الدائرة الثانية
- المرقاب
- ضاحية عبد الله السالم
- القبلة
- الشويخ
- الشامية
- القادسية
- المنصورية
- الفيحاء
- النزهة
- الصليبيخات
- الدوحة
- غرناطة
- القيروان

الدائرة الثالثة
- قرطبة
- كيفان
- الروضة
- العديلية
- الجابرية
- السرة
- الخالدية
- اليرموك
- أبرق خيطان
- خيطان الجديدة
- السلام
- الصديق
- حطين
- الشهداء
- الزهراء

الدائرة الرابعة
- الفروانية
- الفردوس
- العمرية
- الرابية
- الرقعي
- الأندلس
- جليب الشيوخ
- ضاحية صباح الناصر
- الشدادية
- صيهد العوازم
- الرحاب
- العضيلية
- العارضية
- اشبيلية
- ضاحية عبد الله المبارك
- الجهراء الجديدة
- الصليبية والمساكن الحكومية
- مدينة سعد العبد الله
- الجهراء

الدائرة الخامسة
- الأحمدي
- المقوع
- واره
- الصبيحية
- الجعيدان حتى حدود الكويت مع المملكة السعودية غربا.
- هدية
- الفنطاس
- المهبولة
- أبو حليفة
- الفنيطيس
- المسيلة
- ضاحية صباح السالم
- الرقة
- الصباحية
- الظهر
- العقيلة
- القرين
- العدان
- القصور
- مبارك الكبير
- ضاحية فهد الأحمد
- ضاحية جابر العلي
- الفحيحيل
- المنقف
- ضاحية علي صباح السالم
- ميناء عبد الله
- الزور
- الوفرة

## المرشحون حسب الدوائر
| الدائرة | عدد المتقدمون للترشيح | المتنازلون | صافي المرشحين |
| ------- | --------------------- | ---------- | ------------- |
| الأولى  | 53                    | 8          | 45            |
| الثانية | 51                    | 6          | 45            |
| الثالثة | 66                    | 12         | 54            |
| الرابعة | 75                    | 40         | 35            |
| الخامسة | 40                    | 8          | 32            |
| المجموع | 285                   | 74         | 211           |

## أسماء المرشحين حسب الدوائر

### الدائرة الأولى
- أحمد خليفة الشحومي
- جاسم علي محمد
- حسن جعفر القطان
- حسين غلوم جمال
- حسين ناصر الحريتي
- حمد طاهر بوحمد
- سعود عبد العزيز المطوع
- عادل عباس الخضاري
- عبد الله إسماعيل الكندري
- عبد الله محمد الطريجي
- عبد الله يوسف الرومي
- عدنان عبد الرحمن الحمود
- عوض راشد الجويسري
- فيصل سعود الدويسان
- مبارك سالم الحريص
- محمد حسن الكندري
- محمد حمد الرشيد
- مخلد راشد العازمي
- معصومة صالح المبارك
- وسمي خالد الوسمي
- وليد أحمد يعقوب
- فاضل إبراهيم الجميلي
- فاطمة حجي عبدلي
- يوسف سيد الزلزلة
- حسن نصير قمبر محمد جعفر
- عبد الواحد محمود العوضي
- وليد عبد الرضا علي الصفار
- يوسف مفلح حمود الصويلح
- أنور براك العازمي
- باقر عباس عبد الرضا
- صالح أحمد عاشور
- أحمد حاجي لاري
- حزام محمد الخالدي
- حسين علي القلاف
- عيسى حجي موسى
- فوزي سلمان الخواري
- بدر سعود العازمي
- حسن عبد الله جوهر
- عبد الله موسى المسلم
- حسين حبيب الصفار
- عبد الله أحمد كرم
- عبد الله محمد المذن
- عدنان سيد عبد الصمد
- صالح إبراهيم الشمري
- علي حسين البلوشي
- مبارك سليمان أطراد
- خالد سريع سعد حضرم الهاجري
- خالد عجيل طرقي شعيب العنزي

### الدائرة الثانية
- أنور علي النقي
- بهاء الدين ميزرا السليمي
- جمال محمد اليوسف
- حمد محمد المطر
- خلف دميثير العنزي
- خلف مبارك الهاجري
- سعد صالح الخنة
- سعود خليفة الشحومي
- سلوى عبد الله الجسار
- عبد الله متعب العرادة
- عبد الله محمد النيباري
- عبد الواحد محمد خلفان
- عبد اللطيف عبد الوهاب العميري
- عبيد محمد الشمري
- عدنان إبراهيم المطوع
- علي فهد الراشد
- محمد سالم حمد المري
- محمد عبد الله العبد الجادر
- محمود غلوم جعفر
- مرزوق علي الغانم
- خالد سلطان بن عيسى
- خالد عبد الرحمن المضاحكة
- رشدان راشد البذالي
- عبد الرحمن فهد العنجري
- نواف شايع أبو شيبة
- جمعان ظاهر ماضي الحربش
- علي إبراهيم حاجي الطباخ
- عوده عوده بشيت عوده الرويعي
- مرزوق عايض مرزوق فهد البنيان
- منصور أحمد حمود محارب الهيني
- أحمد محسن الشطي
- أحمد مرزوق الضفيري
- فهد سعود الجمعة
- محمد عنيزان الهاجري
- جاسم محمد المتروك
- جاسم محمد الخرافي
- راشد سلمان الهبيده
- عبد الله عادل الأحمد
- محمد براك محمد المطير
- عادل محمد الجمعة
- أحمد حسين حجي رضا فيروز
- جواد مبارك سعود الحسن
- علي حسين محمد علي دشتي
- محمد عبد الغفار تقي عسكر الصفار
- منال أحمد محمد عبد الرزاق

### الدائرة الثالثة
- أحمد عبد العزيز السعدون
- أحمد عبد الله جوهر
- أحمد عبد المحسن المليفي
- روضان عبد العزيز الروضان
- رولا عبد الله دشتي
- زيد علي الشطي
- شيخة عيسى الغانم
- صلاح سعد العريفي
- عائشة سالم الرشيد
- عبد العزيز خليفة حبيب
- عبد الرحمن علي شمس الدين
- عبد العزيز حمد الشايجي
- عبد الله يوسف المعيوف
- عبد الوهاب علي الرومي
- علي صالح العمير
- غازي أيوب فتح الله
- ماضي عبد الله الخميس
- محمد حسين العميري
- محمد حسين الدلال
- محمد سالم الجويهل
- محمد سعود الهدبة
- محمد عبد الكريم السندي
- ناجي عبد الله العبد الهادي
- نامي يوسف النامي
- نصار طالب العبد الجليل
- هشام حسين البغلي
- وليد حمد السيف
- عيسى عبد الله الفرج
- محمد عبد القادر الجاسم
- هاني أمير النجادة
- وليد مساعد الطبطبائي
- سالم جواد حسين محمد النصر
- عبد الله علي محمد حاجيه شمساه
- محمد ناصر عبد الله الجبري
- أسيل عبد الرحمن العوضي
- سامي مساعد الجزاف
- صالح محمد الملا
- عادل عبد العزيز الصرعاوي
- علي إبراهيم العلي
- سليمان تقي الصفار
- محمد راشد الحفيتي
- ناصر محمد الطبيخ
- عبد المجيد عبد الحميد فرج
- سعود علي العرادة
- فيصل علي المسلم
- نعيمة أحمد الحاي
- أحمد يوسف أحمد محمد إبراهيم
- جمال حسين فهد عمر العمر
- حمد عبد العزيز إبراهيم الخريف الناشي
- عايدة عبد الله شامي أحمد القاسم
- عبد الله راشد أحمد عبد الله الهاجري
- قصي عمر أحمد عبد الله
- نوال أحمد علي أحمد العلي
- نوال سليم صاهود المقيحط

### الدائرة الرابعة
- جمال مبارك النصافي
- سعد حمد العازمي
- شعيب شباب المويزري
- صالح عبد العزيز البديوي
- فواز فهد العدواني
- مبارك بنيه الخرينج
- مبارك محمد الوعلان
- محمد خليفة الخليفة
- ناصر غويزي المطيري
- عباس عبد الله مراد
- محمد هايف المطيري
- حسين مزيد عويس الديحاني
- سعد هجرس حجرف الرشيدي
- ضيف الله نهار مسفر العتيبي
- علي سالم الجعيلان الدقباسي
- ذكرى عايد الرشيدي
- سعد خنفور الرشيدي
- علي دخيل العنزي
- ماجد موسى المطيري
- مسلم محمد البراك
- أيمن علي الخرس
- صالح عثمان السعيد
- ضيف الله فضيل أبو رميه
- طلال منيزل العنزي
- عسكر عويد العنزي
- ثامر سعد السويط
- جمال عبد الله العنزي
- حسين جليعب السعيدي
- خضير عقله العنزي
- ذكرى سعود المجدلي
- عادل عبد الله المسلم
- مطر طليحان الشمري
- محمد عبد الله العجمي
- مانع صنيهيت متعب شرار المطيري
- نورة جاسم محمد درويش الدرويش
- يوسف سيد مهدي سيد يوسف جعفر

### الدائرة الخامسة
- خالد حيدر الهزاع
- سعد رغيان الشريع
- سعدون حماد العتيبي
- صقر عبد الرزاق العنزي
- عبد الصمد صالح دشتي
- فايز اسباع الدبوس
- فيصل محمد الكندري
- قاسم خليل الهندال
- ناصر عبد المحسن المري
- نوري خلف القلاف
- دليهي سعد الهاجري
- سعد زنيفر العازمي
- غانم علي الميع
- فلاح مطلق الصواغ
- فهد عياد المطيري
- بادي حسيان محمد الوطيب الدوسري
- حمود محمد ناصر الحمدان
- محمد أحمد محمود البلوشي
- جهاد جواد حسن
- الصيفي مبارك الصيفي
- خالد سالم عدوه
- خالد مشعان طاحوس
- سالم نملان العازمي
- طلال سعد جلال السهلي
- علي حسن الانصاري
- محمد هادي الحويله
- مناحي رجا العازمي
- أحمد عطا الله الفريش
- سلوى محمل المطيري
- بدر فرج أحمد الفرج
- سالم عبد الحليم سالم سلطان عبد الله
- سميح إبراهيم مدن القلاف
- لافي سامح سليمان عجيل الشمري
- محمد حسين علي صالح الحداد

## أسماء الفائزين على حسب الدوائر

### الدائرة الأولى
- معصومة المبارك 14247 صوت
- حسين القلاف 13305 صوت
- حسين الحريتي 10611 صوت
- يوسف الزلزلة 10493 صوت
- فيصل الدويسان 9943 صوت
- صالح عاشور 8314 صوت
- عبد الله الرومي 7746 صوت
- مخلد العازمي 7536 صوت
- حسن جوهر 6827 صوت
- عدنان عبد الصمد 6717 صوت

### الدائرة الثانية
- مرزوق الغانم 7596 صوت
- علي الراشد 6826 صوت
- جاسم الخرافي 6472 صوت
- جمعان الحربش 5929 صوت
- عبد الرحمن العنجري 5168 صوت
- خالد سلطان بن عيسى 5061 صوت
- خلف دميثير 4945 صوت
- محمد المطير 4932 صوت
- عدنان المطوع 4781 صوت
- سلوى الجسار 4776 صوت

### الدائرة الثالثة
- روضان الروضان 13107 صوت
- أسيل العوضي 11806 صوت
- أحمد السعدون 10969 صوت
- فيصل المسلم 9295 صوت
- صالح الملا 9075 صوت
- ناجي العبد الهادي 8329 صوت
- رولا دشتي 7666 صوت
- عادل الصرعاوي 7552 صوت
- وليد الطبطبائي 7452 صوت
- علي العمير 6573 صوت

### الدائرة الرابعة
- مسلم البراك 18779 صوت
- محمد هايف 16200 صوت
- حسين مزيد 13388 صوت
- ضيف الله بورمية 13112 صوت
- عسكر العنزي 12869 صوت
- علي الدقباسي 12649 صوت
- شعيب المويزري 12385 صوت
- مبارك الوعلان 12324 صوت
- مبارك الخرينج 12132 صوت
- سعد الخنفور 11836 صوت

### الدائرة الخامسة
- فلاح الصواغ 16602 صوت
- سعدون حماد العتيبي 15647 صوت
- سالم النملان 15637 صوت
- سعد زنيفر 15393 صوت
- غانم الميع 15202 صوت
- خالد الطاحوس 14103 صوت
- الصيفي مبارك الصيفي 14025 صوت
- دليهي الهاجري 13905 صوت
- محمد هادي الحويلة 13331 صوت
- بادي الدوسري 12986 صوت